# Bueskytte
En bueskytte er ekspert i brugen af bue og pil til krigsbrug, men også til jagt. Bueskytter er kendt siden antikken, og helt frem til Slaget ved Waterloo i 1815 blev de brugt i krig; dog var det en ganske beskeden gruppe, der var med ved Waterloo. Det var en fordel at have en stor gruppe bueskytter til at beskyde fjenden på afstand og på den måde ukampdygtiggøre store dele af fjendens hær, inden han kunne angribe med nærkampsvåben.
I krig var en bueskytte udstyret med en bue, pile og ekstra buestrenge. Desuden ofte med et kort sværd til nærkamp.
De engelske bueskytter var berømte siden Slaget ved Agincourt i 1415 under Hundredårskrigen. England uddannede børn som bueskytter for at få de ypperste skytter. Pga. den voldsomme træning og de tunge buer ses forandringer på skytternes ryghvirvler og skulderknogler på arkæologiske fund. Fundene er fx gjort på krigsskibet Mary Rose, der sank i 1545 og havde mange bueskytter om bord.
Både i fiktion og i myter findes mange berømte bueskytter.
I vore dage skal bueskytter have jagttegn ved jagt med bue. Er bueskytten en sportsudøver ved præcisionsskydning, kræves der andre sikkerhedsforanstaltninger.

## Kendte bueskytter

### Historiske bueskytter
- Einarr Þambarskelfir

### Mytiske bueskytter
- Eros/Cupido/Amor
- Apollon/Apollo
- Artemis/Diana

### Bueskytter i fiktion
- Legolas
- Robin Hood
- Wilhelm Tell